# Seidenindustrie in Horgen

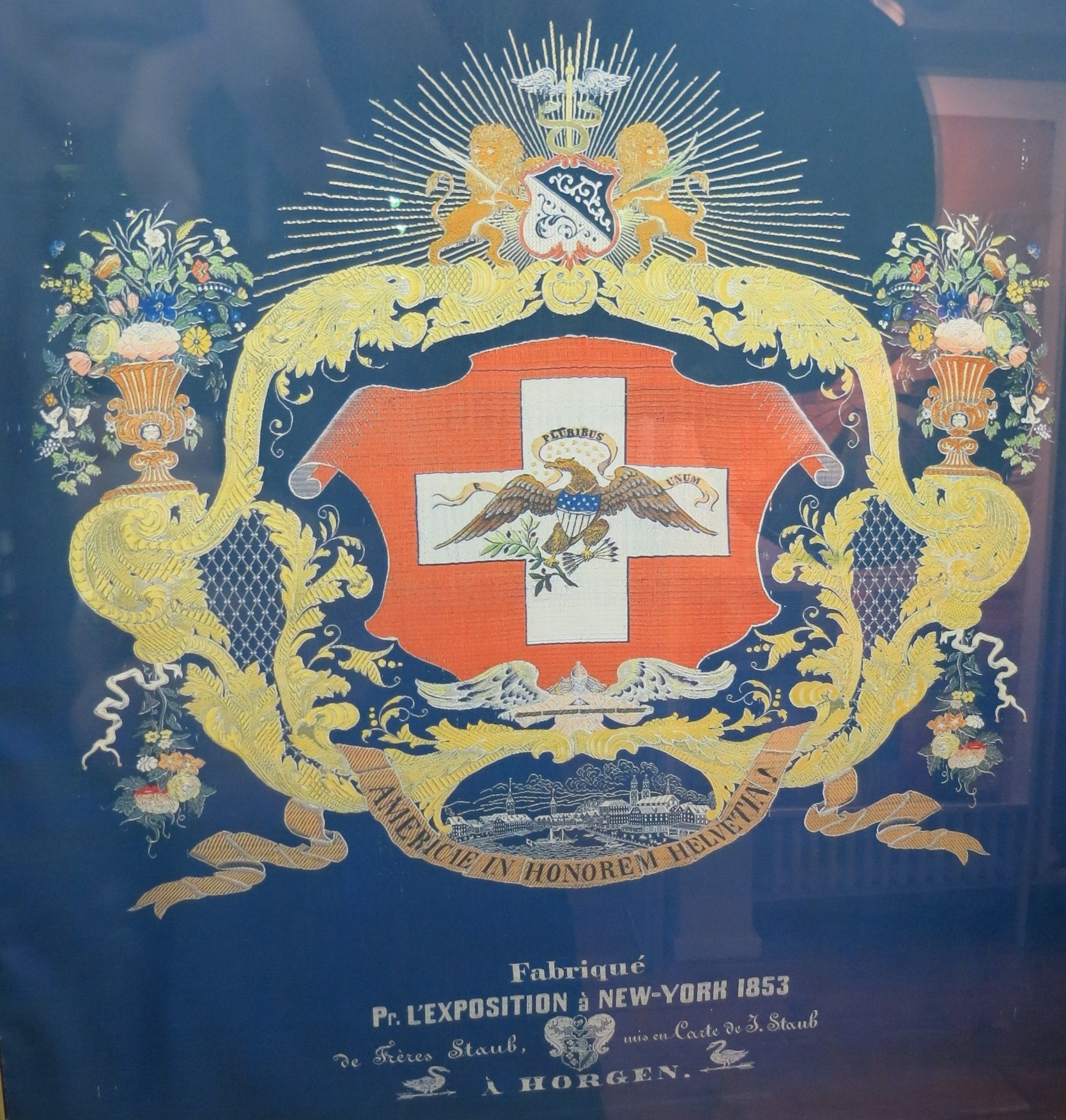
Johann Jakob Staub: Tableaux aus Seide, Ausstellung New York 1853

Die Seidenindustrie in Horgen war im 18. Jahrhundert Schrittmacherin der Industrialisierung in der Gemeinde Horgen am Zürichsee im Schweizer Kanton Zürich. Mit deren Aufschwung im ausgehenden 19. Jahrhundert erhielt Horgen den Beinamen «Klein-Lyon».

## Geschichte
Horgens Entwicklung zum Seidenproduktionsort hing eng mit dem Aufstieg der Zürcher Seidenindustrie zusammen. Der Kanton Zürich entwickelte sich seit dem 16. Jahrhundert als Verteilzentrum für importierte Rohseide aus Spanien und Italien, die nach ihrer Verarbeitung zu Seidengarn nach Basel, Frankreich, Österreich, Deutschland und England exportiert wurde. Da die Bevölkerung auf der Zürcher Landschaft bereits mit der Baumwollindustrie ausgelastet war, weiteten die Zürcher Textilproduzenten im 18. Jahrhundert ihr Rekrutierungsgebiet für Arbeitskräfte bis in die Innerschweiz aus. In den 1850er und 1860er Jahren war der Kanton Zürich der weltweit zweitgrösste Seidenstoffproduzent.
Günstige Standortfaktoren von Horgen waren die verkehrs- und energiegünstige Lage am Zürichsee. Die Gemeinde war ein bedeutender Warenumschlagplatz an der Gotthardhandelsroute über den Saumpass Hirzel Höhi Richtung Vierwaldstättersee. Bei der Horgner Sust wurde die von Italien über den Gotthard kommende Rohware verschifft und erreichte die Stadt Zürich auf dem Wasserweg, auf dem auch die fertige Ware transportiert wurde. Die Bäche vom Zimmerberg wurden für die Energiegewinnung auch der Seidenindustrie genutzt.

### Heimindustrie und Verlagssystem

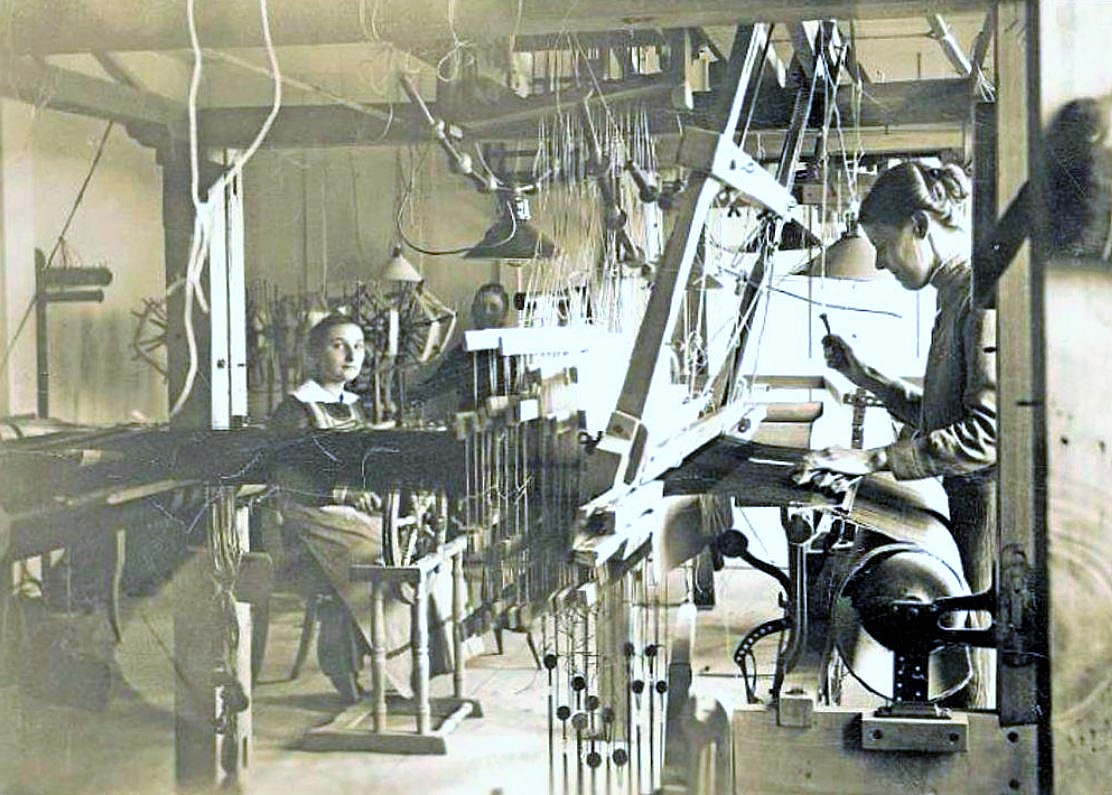
Heimarbeiterinnen von Baumann & Streuli im Zürcher Oberland um 1850

Insbesondere am linken Zürichseeufer bahnte die aufstrebende Baumwollspinnerei und -weberei den Weg für die Seidenfabrikation, die im 19. Jahrhundert im Horgen bedeutsam wurde. Die zunehmende Wirtschaftsfreiheit in den 1820er Jahren und deren Beseitigung 1830 war eine wichtige Voraussetzung für den Aufschwung der Seidenindustrie in der Zürcher Landschaft. Vor 1800 hatten die «Tüchler» (Fabrikanten), die im Verlagssystem die Arbeit der Heimarbeiterfamilien mit Hilfe von Mittelsmännern (Fergger) koordinierten, nur im Baumwollgewerbe gewisse Freiheiten erlangt, während die Seidenverarbeitung ein Monopol der Stadtbürger blieb. Frühere Seidenweber in der Landschaft arbeiteten ausschliesslich für die Stadtzürcher Seidenherren.
Die zur Zeit der Baumwollfabrikation für die Heimarbeit aufgebauten Strukturen, konnten auch für die Seidenfabrikation benutzt werden. 1825 begannen die beiden Firmen Stapfer, Hüni & Cie und Abegg & Staub mit der Seidenfabrikation. Der Gründer von Stapfer, Hüni & Cie., Johann Jakob Staub hatte das Baumwollgeschäft seines im Stäfnerhandel verfolgten Onkels Hans Heinrich Stapfer-Werdmüller (1748–1808) übernommen.  Es folgten 1828 Höhn & Baumann, 1835 Stünzi Söhne und Charpentier, Stünzi & Co. (1837 aufgelöst), 1839 Baumann & Streuli, 1842 Hüni & Fierz, 1846 Höhn & Stäubli.
Horgen zählte 1847 zehn Seidenfabrikationsgeschäfte und 1870 arbeiteten weit über tausend Dorfbewohner für die Seidenindustrie. Die rasche Vermehrung der Seidenfirmen erfolgte auch, weil die meisten Seidenhäuser von Teilhabern gemeinsam geführt wurden und solche Teilhaber später oft eigene Firmen gründeten. Für die Heimarbeit bildete die Mechanisierung der Seidenindustrie nicht die gleich starke Bedrohung wie seinerzeit bei der Baumwollindustrie und sie blieb auch gegen Ende des 19. Jahrhunderts bedeutend. Die «Heimarbeit» fand auch an den innerhalb der Manufakturen (Fabriken) aufgestellten Handwebstühlen statt.

### Mechanisierung

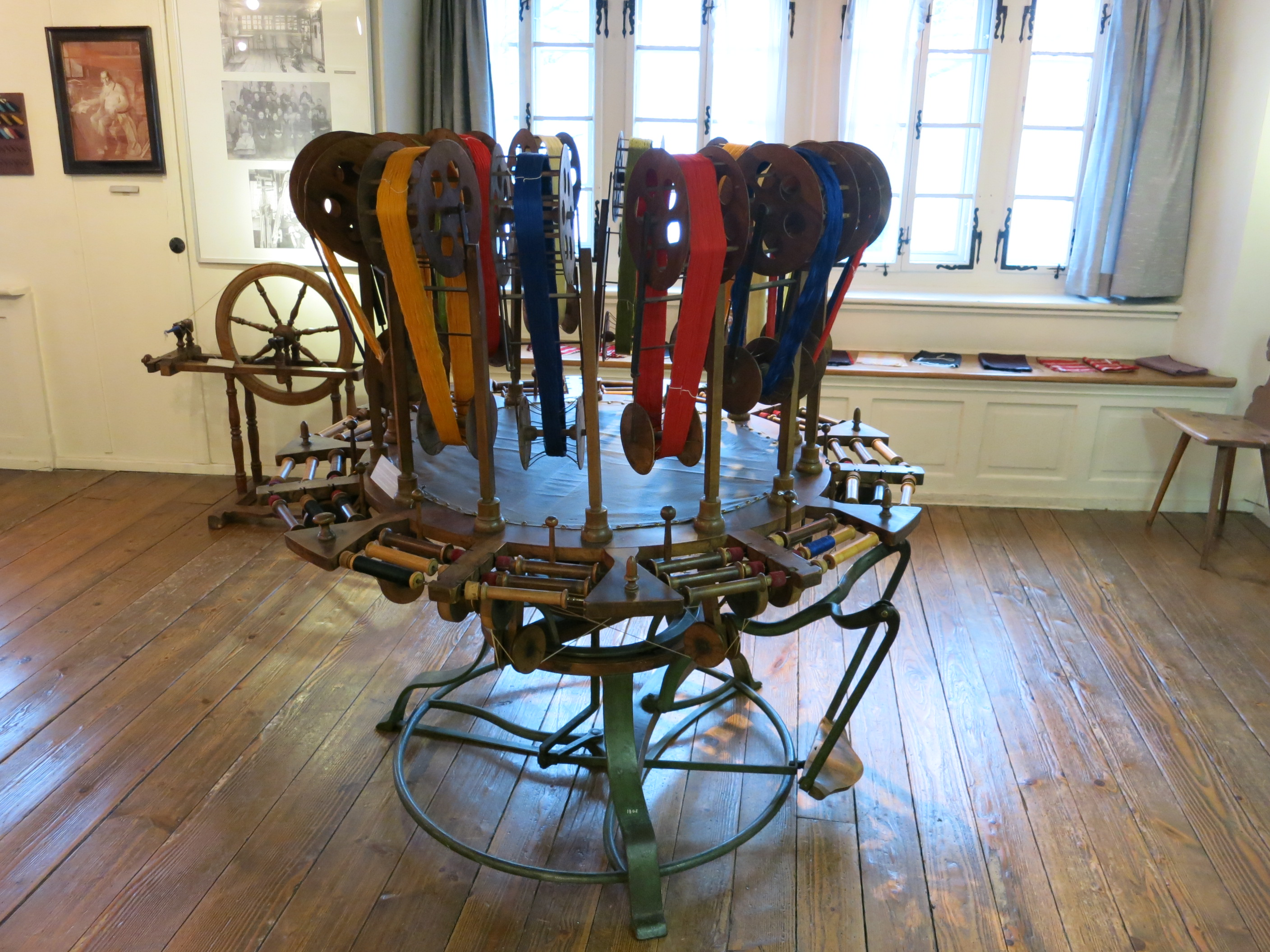
Seidenwindmaschine Hüni & Bessler (1900)

Im Fabrikgebäude auf Burghalden wurde von der Stadtzürcher Firma Corrodi & Thomann 1863 die erste mechanisierte Seidenweberei in Betrieb genommen, 1867 im gleichen Gebäude eine weitere von der Jacquardweberei Schinz. 1880 mechanisierten Stünzi & Söhne ihren neuen Betrieb im Talhof. 1904 stellte Jean Leuthold an der Zugerstrasse auf die mechanisierte Seidenweberei um.

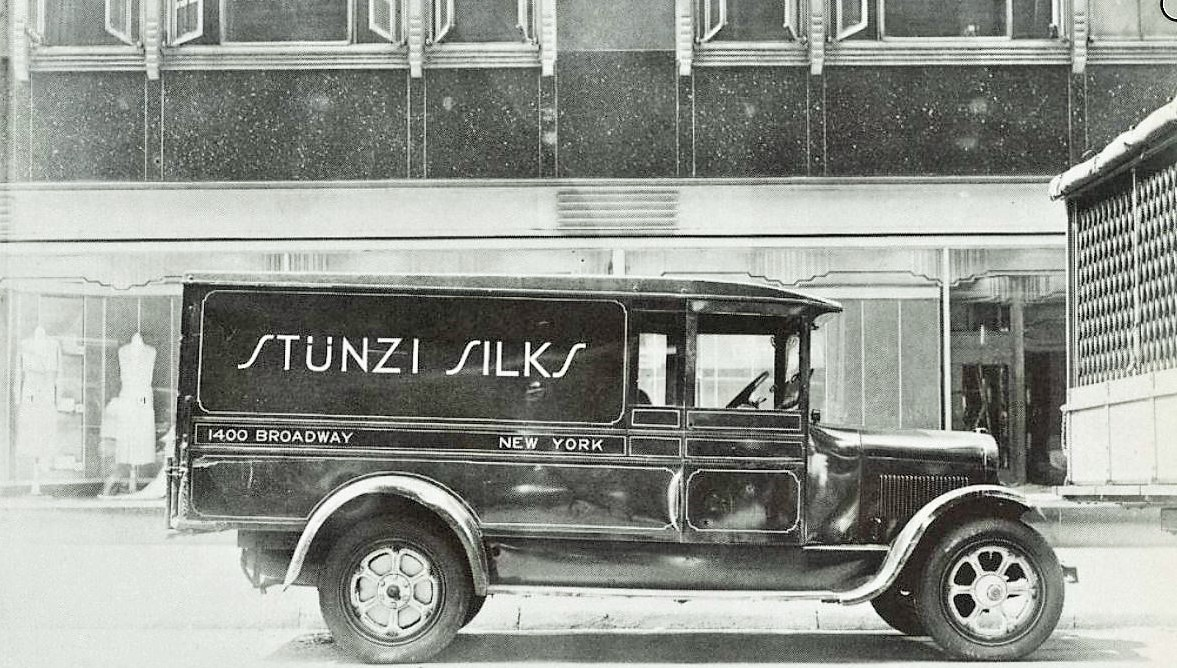
Stünzi New York (1920)

Den Höhepunkt erreichte die Horgner Seidenindustrie in der Übergangsphase von der traditionellen Handweberei zur mechanisierten Seidenweberei. In dieser Zeit waren die Vereinigten Staaten der Hauptabsatzmarkt, die von 1878 bis 1898 in Horgen zuerst eine Konsularagentur und später ein Konsulat unterhielten. Ende des 19. Jahrhunderts wurde Horgen «Klein-Lyon» genannt.
Am Ende des 19. Jahrhunderts hatte die Seidenindustrie nicht mehr die Bedeutung, wie 20 Jahre davor. In den 1880er Jahren waren die einst wichtigen Seidenfirmen Nägeli & Co. und Johannes Stapfer Söhne aufgelöst worden. Baumann & Streuli hatten ihren Sitz nach Zürich verlegt und A. Stäubli & Co. verlagerten die Produktion nach 1900 nach Deutschland.
Der endgültige Niedergang der Horgner Seidenindustrie begann 1925 mit der Schliessung der Seidenweberei Baumann & Streuli auf Burghalden. Die beiden letzten grossen Fabriken Jean Leuthold und Stünzi Söhne wurden 1935 auf dem Höhepunkt der Wirtschaftskrise stillgelegt. Ursache für das rasche Ende war unter anderem die ausländische Konkurrenz (besonders Japan) mit Stoffen aus Kunstseide, die den Preis für die Horgner Naturseide einbrechen liess.

### Textilmaschinenindustrie
Die für die Seidenindustrie arbeitende vielfältige Textilmaschinenindustrie und die Zulieferer wurden immer stärker und überholten diese Anfang des 20. Jahrhunderts. In Horgen waren das unter anderen die Unternehmen Abegg, Grob, Schweiter, Stäubli und Vollenweider.

### Seidenhäuser
| Bild                         | Seidenhäuser                          | Gründung | Auflösung | Standorte                              | Bemerkungen                                                        | Koordinaten                                     |
| ---------------------------- | ------------------------------------- | -------- | --------- | -------------------------------------- | ------------------------------------------------------------------ | ----------------------------------------------- |
| Friedberg                    | Stapfer, Hüni & Cie.                  | 1825     | 1882      | Neuhaus, Friedberg                     | mechanische Baumwollspinnerei im Schliffitobel                     | 687930 / 234933 687746 / 234955                 |
| Burghalden                   | Abegg & Staub                         | 1825     | 1843      | Staubhaus, Burghalden                  | Einführung der Jacquardweberei                                     | 687802 / 234886 687829 / 234786                 |
| Burghalden                   | Höhn & Baumann                        | 1828     | 1853      | Seegarten                              | 1853 Umzug nach Zürich: Baumann älter & Co.                        | 687262 / 235369                                 |
| Burghalden                   | Stünzi Söhne Seidenwebereien          | 1835     | 1993      | Neuhof, Talhof, Seestrasse 230         | 1880 mechanische Seidenweberei im Talhof                           | 689699 / 233602 688331 / 234778 688314 / 234744 |
| Alte Landstr. 33             | Charpentier, Stünzi & Co.             | 1835     | 1837      | Alte Landstr. 33                       |                                                                    | 687477 / 235092                                 |
| zum Neuhaus                  | Johannes Stapfer Söhne                | 1835     | 1888      | Neuhaus                                | Gründer Johann Stapfer                                             | 687930 / 234933                                 |
| Seidenhaus Burkhardt         | Gebrüder Burkhardt                    | 1835     | 1877      | Seestrasse 150, Alte Landstr. 33       | ab 1836 Burkhardt & Nägeli, Burkhardt Söhne, Julius Burkhardt      | 687762 / 235010 687477 / 235092                 |
| Rosenberg, Palme, Villa Hüni | Baumann & Streuli                     | 1839     | 1925      | Rosenberg, Palme, Burghalden           | 1891 Sitzverlegung nach Zürich                                     | 687206 / 235359 687262 / 235369 687829 / 234786 |
| Staubhaus                    | Gebrüder Staub                        | 1840     | 1855      | Staubhaus                              | 1855 Private Webschule im Staubhaus                                | 687946 / 234760                                 |
| Villa Hüni                   | Hüni & Fierz                          | 1842     | 1862      | Villa Hüni                             | nachmals Hüni-Stettler                                             | 687180 / 235467                                 |
| Burghalden                   | Heinrich Pestalozzi                   | 1843     | 1853      | Burghalden                             | vormals Abegg & Staub                                              | 687829 / 234786                                 |
| Palast                       | Höhn & Stäubli                        | 1846     | 1937      | Palast, Fierzenhüsli                   | 1892 A. Stäubli & Co., Produktionsverlagerung nach Deutschland     | 687698 / 235055                                 |
| Seegarten                    | J.J. Widmer-Hüni                      | 1848     | 1884      | Seegarten                              | zwischendurch Widmer & Nägeli                                      | 687295 / 235339                                 |
|                              | Huber & Rottenschweiler               | 1851     | 1852      |                                        | Jakob Rottenschweiler                                              |                                                 |
|                              | Widmer & Rottenschweiler              | 1852     | 1853      |                                        |                                                                    |                                                 |
| Burghalden                   | Jacquardweberei Hermann Schinz        | 1853     | 1871      | Burghalden                             | vormals Heinrich Pestalozzi, 1867 Mechanische Seidenweberei Horgen | 687829 / 234786                                 |
| Talgarten                    | Nägeli & Co.                          | 1853     | 1885      | Talgarten (1760–1949)                  |                                                                    | 687779 / 235036                                 |
|                              | Bollier & Co.                         | 1853     | 1854      |                                        |                                                                    |                                                 |
| zur Blume                    | Rottenschweiler-Hüni                  | 1854     | 1859      | Blume                                  |                                                                    | 687436 / 235151                                 |
| Burghalden                   | Corrodi & Thomann                     | 1863     |           | Burghalden                             | erste mechanische Seidenweberei, 1874 Thomann & Hubacher           | 687829 / 234786                                 |
| Lindenstr. 3                 | Heinrich Burkhard-Weiss               | 1868     | 1885      | Baumgärtli, Lindenstrasse 3            | Cachenez für Foulards                                              | 687901 / 234931                                 |
| Burghalden                   | Mechanische Seidenstoffweberei Horgen | 1878     | 1894      | Burghalden                             | 1894 Fusion mit Baumann, Streuli & Co.                             | 687829 / 234786                                 |
| Zugerstr. 56                 | Schenkel & Streuli                    | 1873     | 1876      | Zugerstrasse 56                        | Schenkel-Staub                                                     | 687946 / 234760                                 |
| Steinbruchstr. 7             | Jean Leuthold                         | 1890     | 1935      | Staubhaus, Seegarten, Steinbruchstr. 7 | 1904 mechanische Seidenweberei                                     | 687802 / 234886 687262 / 235369 687966 / 234730 |
| Zugerstr. 56                 | Schenkel-Staub                        | 1876     | 1904      | Zugerstrasse 56                        | an Jean Leuthold                                                   | 687946 / 234760                                 |
| zur Blume                    | Burkhardt am Platz                    | 1859     |           | Blume                                  | Julius Burkhardt                                                   | 687436 / 235151                                 |
| Zugerstr. 53/55              | Seidenweberei W. Kägi                 | 1946     | 1993      | Zugerstrasse 53/55                     | nachmals Glastex AG                                                | 687969 / 234772                                 |